# فرانکو برتولی
فرانکو برتولی (ایتالیایی: Franco Bertoli؛ زادهٔ ۲۹ آوریل ۱۹۵۹) بازیکن سابق و مربی فعلی والیبال اهل ایتالیا است.
برتولی در المپیک ۱۹۸۴ عضو تیم ملی ایتالیا بود و به مدال برنز دست یافت. او در سال ۲۰۰۰ حرفه مربی گری را برگزید.